# Brilliant (Alabama)
Pour les articles homonymes, voir Brilliant (homonymie).
Brilliant est une municipalité américaine située dans le comté de Marion en Alabama.
Selon le recensement de 2010, sa population est de 900 habitants. La municipalité s'étend sur 10,69 milles carrés (27,69 km2).
La ville doit son nom au charbon local qui, dit-on, brûle avec éclat (en anglais : brilliance).

## Démographie
| 1930 | 1940 | 1950 | 1960 | 1970 | 1980 | 1990 | 2000 |
| ---- | ---- | ---- | ---- | ---- | ---- | ---- | ---- |
| 522  | 591  | 700  | 749  | 726  | 871  | 751  | 762  |

| 2010 | - | - | - | - | - | - | - |
| ---- | - | - | - | - | - | - | - |
| 900  | - | - | - | - | - | - | - |